# Reuntoh
Reuntoh is een bestuurslaag in het regentschap Pidie van de provincie Atjeh, Indonesië. Reuntoh telt 196 inwoners (volkstelling 2010).